# Winnertzia hudsonici
Winnertzia hudsonici är en tvåvingeart som beskrevs av Ephraim Porter Felt 1908. Winnertzia hudsonici ingår i släktet Winnertzia och familjen gallmyggor.
Artens utbredningsområde är New York. Inga underarter finns listade i Catalogue of Life.